# Tok FM

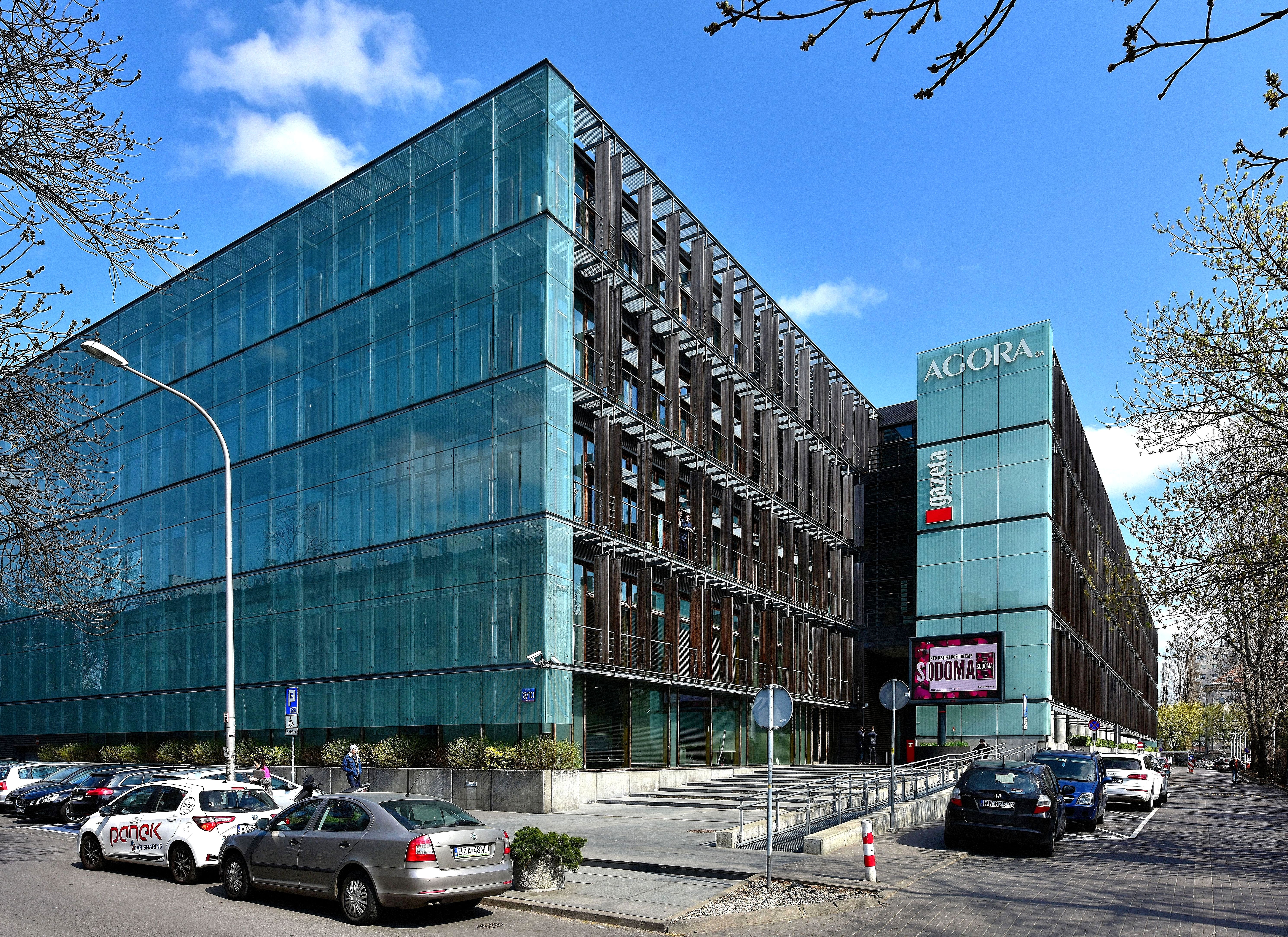
Biurowiec Agory przy ul. Czerskiej 8/10 w Warszawie, siedziba radia

Radio Tok FM (nazwa stylizowana TOK FM) – polska ponadregionalna stacja radiowa o charakterze informacyjno-publicystycznym, nadawana w kilkudziesięciu miastach Polski, a także za pośrednictwem Internetu i jako niekodowana z satelity Hot Bird.
Rozgłośnia pierwotnie miała swoją siedzibę w Śródmieściu Warszawy przy ulicy Wspólnej 61. Obecnie redakcja Tok FM mieści się przy ulicy Czerskiej 8/10 w Warszawie, w biurowcu Agory.
Od marca 2021, jako pierwsze radio w Polsce nadające drogą analogową na falach FM umożliwia słuchanie rozgłośni na żywo bez reklam za pośrednictwem Internetu w formie płatnej subskrypcji.

## Historia
Rozgłośnia otrzymała koncesję w 1996 roku, ale rozpoczęła nadawanie dopiero w marcu 1998 roku, pod nazwą Inforadio. Przez pierwsze miesiące istnienia była radiem, w którym główną część programu zajmowały serwisy informacyjne, bloki krótkich wiadomości politycznych i gospodarczych.
Pod koniec 1998 roku nazwę stacji zmieniono na Tok FM. Jednocześnie wprowadzono nową formułę nadawania, która była promowana pod hasłem Rozmowy niekontrolowane. Stacja przyjęła profil informacyjno-dyskusyjny. Zrezygnowano z lektorów zastępując ich prezenterami komentującymi na żywo aktualne wydarzenia w Polsce i na świecie. Na antenie mogli także wypowiadać się dzwoniący słuchacze. Dyskusje połączono z pojawiającym się co 15 minut serwisem BBC.
3 marca 2003 Tok FM ponownie zmieniło formułę programową. Przyjęto nową ramówkę i hasło Pierwsze Radio Informacyjne – całość programu wypełniona została przez serwisy informacyjne emitowane w ciągu dnia co 20 minut, a w nocy co godzinę. Wprowadzono również pasma publicystyczne z udziałem znanych dziennikarzy i publicystów.
Od 2018 podcastów audycji nadawanych wcześniej na antenie radia można odsłuchać wyłącznie w formie płatnej subskrybcji. Natomiast od marca 2021 rozgłośni można słuchać na żywo, tak jak podcastów całkowicie bez reklam w wersji płatnej za pośrednictwem Internetu (strona www., aplikacja mobilna). Reklamy są tutaj zastępowane dodatkową porcją muzyki.
Stacja kilkukrotnie zmieniła właścicieli. Pierwotnie należała do spółki Inforadio Sp. z o.o., której udziałowcami byli m.in.: Res Publica Press, GWR, Polityka – Spółdzielnia Pracy i Fundacja Batorego; w 1998 udziały w spółce objęła Agora SA. Od 2005 roku współwłaścicielami radia są Agora SA (66% udziałów) i Polityka – Spółdzielnia Pracy (34% udziałów).
Radia TOK FM można słuchać w aplikacjach mobilnych:
- TOK FM – streaming oraz pełne archiwum audycji (podcasty) na systemy Android, iOS, Windows Phone
- Tuba.FM – streaming na systemy Android, iOS, Windows Phone, Windows 10

## Słuchalność
W okresie maj - lipiec 2021 Tok FM było 8. rozgłośnią radiową w Polsce i miało 2,9% udziału w rynku. Radio Tok FM jest w czołówce stacji wybieranych przez dyrektorów i prezesów. W okresie listopad 2020 – kwiecień 2021 udział stacji w tej grupie wyniósł 4,1% (wzrost z 2,4% w okresie styczeń – czerwiec 2013). W miastach powyżej 500 tys. mieszkańców Radio Tok FM osiągnęło udział 10,1% w okresie czerwiec-sierpień 2021 (wzrost z 4,6% w okresie styczeń – czerwiec 2013), zajmując trzecie miejsce za RMF FM i Radio Zet.
We wrześniu 2020 opublikowano raport Radio Track Kantar Polska, z którego wynika, że w dziesięciu największych polskich miastach radio plasuje się w ścisłej czołówce najchętniej słuchanych stacji. Rozgłośnia znalazła się na drugim miejscu w Krakowie, Łodzi, Gdańsku i Poznaniu, na trzecim w Warszawie i na czwartym w Łodzi, na szóstym w Szczecinie i Białymstoku. Słabiej wypadają statystyki w Lublinie i Bydgoszczy, gdzie TOK FM plasuje się na dziesiątej pozycji. W sumie daje to piąte miejsce słuchalności w dziesięciu największych polskich miastach.

## Kierownictwo
- Redaktor naczelny:
  - Eugeniusz Smolar (Inforadio) – 1998
  - Andrzej Mietkowski – w latach 1998–1999
  - Marek Jackiewicz – w latach 1999–2001
  - Ewa Wanat – w latach 2003–2012[12]
  - Kamila Ceran – w latach 2012[12]–2025
  - Maciej Głogowski – od 2025[13]
- Zastępca redaktora naczelnego ds. programowych: Piotr Zorć[14]
- Zastępca redaktora naczelnego ds. akcji specjalnych: Tomasz Krzemiński[15]
- Redaktor naczelna tokfm.pl: Magdalena Birecka[16]
- Sekretarz redakcji: Olga Tanajewska[15]
- Szef anteny: Krzysztof Woźniak[15]

## Audycje

### Serwisy informacyjne
Informacje Tok FM nadawane są codziennie co 20 minut od 6:00 do 20:00 (poniedziałek-piątek) od 7:00 do 20:00 (weekend) i co godzinę od 20:00 do 5:00 (poniedziałek-piątek) i od 20:00 do 7:00 (weekend) (z przerwą od 23:55 do 0:00). Prognoza pogody podawana jest na zakończenie każdego serwisu. Po serwisie o 9:00 i 17:00 podawane są również informacje o jakości powietrza. W dni powszednie trzy razy dziennie serwis zawiera dodatkowy segment gospodarczy, a cztery razy dziennie segment sportowy. Segment kulturalny nadawany jest pięć razy dziennie, od poniedziałku do piątku.

### Audycje poranne
Pierwszy Program: poniedziałek – piątek, prowadzi Wojciech Muzal
Poranek Radia Tok FM:
- poniedziałek, prowadzi Dominika Wielowieyska
- wtorek, prowadzi Maciej Kluczka[18]
- środa, prowadzi Maciej Głogowski[19]
- czwartek, prowadzi Karolina Lewicka[20]
- piątek, prowadzi Jacek Żakowski

### Audycje publicystyczne w dni powszednie
- Off Czarek, prowadzi Cezary Łasiczka
- Przewodnik Tok FM, prowadzą Kamil Wróblewski (technologia), Tomasz Setta (ekonomia), Krzysztof Woźniak (przewodnik drogowy), Ewa Podolska (zdrowie)
- A teraz na poważnie, prowadzi Mikołaj Lizut
- Połączenie, prowadzi Jakub Janiszewski
- Magazyn europejski, prowadzi Maciej Zakrocki
- Lista przebojów Radia Tok FM, prowadzi Bartosz Dąbrowski
- Jest temat!, prowadzi Agata Szczęśniak
- Światopodgląd, prowadzi Agnieszka Lichnerowicz
- Kultura osobista, prowadzi Marta Perchuć-Burzyńska
- Wywiad polityczny, prowadzi Karolina Lewicka
- Tok360, prowadzą Filip Kekusz (wydanie o 12:00) i Adam Ozga (wydanie popołudniowe podzielony na dwie części - o 16:00 i 18:00)
- Codzienny magazyn motoryzacyjny, prowadzą Jacek Balkan i Sławomir Paruszewski
- Maciej Zakrocki przedstawia, prowadzi Maciej Zakrocki
- Radio Tok FM po godzinach:
  - poniedziałek: Powrót do przeszłości, prowadzi Karolina Lewicka
  - wtorek: Los Polandos, prowadzi Paweł Sulik
  - środa: Wieczorem, prowadzi Agnieszka Lichnerowicz
  - czwartek: Po sezonie, prowadzą Jakub Janiszewski
  - piątek: Interluda, prowadzi Cezary Łasiczka

### Audycje ekonomiczne
- Pierwszy program gospodarczy Radia Tok FM, prowadzi Wojciech Muzal
- EKG – Ekonomia Kapitał Gospodarka, prowadza Maciej Głogowski i Tomasz Setta (prowadzący oraz goście ze świata biznesu komentują bieżące wydarzenia gospodarcze). W latach 2007–2013 gospodarzem programu był Tadeusz Mosz.
- Raport gospodarczy, prowadzą Maciej Głogowski, Tomasz Setta, Wojciech Kowalik
- Mikrofon TOK FM, prowadzi Paweł Sulik, Ewa Podolska, Michał Janczura

### Audycje weekendowe
- Weekendowy Poranek Radia Tok FM, prowadzą Piotr Jaśkowiak (sobota) i Anna Piekutowska (niedziela)
- Weekendowy Magazyn Radia TOK FM, prowadzi Tomasz Stawiszyński (sobota) i Przemysław Iwańczyk (niedziela)[21]
- Niedzielny obiad, Podróże małe i duże, Jak z dzieckiem, Rusz się, na zdrowie, prowadzi Przemysław Iwańczyk[21]
- Skołowani, Zmotoryzowani, prowadzi Krzysztof Woźniak (magazyny o ruchu drogowym)
- Weekend Radia Tok FM, prowadzi Ewa Podolska – sobota: W świetle prawa, Zielono mi, niedziela: Więcej niż kino, Na kłopoty Kolińska, Opowiedz mi swoją historię
- Poczytalni (program o książkach), różni prowadzący
- Człowiek 2.0[22], prowadzi Jan Stradowski
- Homo Science, prowadzą Aleksandra Stanisławska i Piotr Stanisławski
- Wybory w Toku, prowadzi Dominika Wielowieyska
- Twój problem – moja sprawa, prowadzi Anna Gmiterek-Zabłocka
- Wywiad pogłębiony, prowadzi Anna Wacławik-Orpik
- Szkoda czasu na złe seriale, prowadzą Zuzanna Piechowicz i Anna Piekutowska
- U TOKtora, prowadzi Ewa Podolska
- Andymateria, prowadzą Anda Rottenberg i Anna Wacławik-Orpik

### Podcasty
- Szkoda czasu na złe seriale, prowadzą Zuzanna Piechowicz i Anna Piekutowska
- Babel czyli Rzeczpospolita Multi-Kultu', prowadzą Adam Balcer i Paweł Sulik

### Audycje muzyczne
- Między słowami, prowadzi Kamil Wróblewski

### Audycje sportowe
- Jeszcze więcej sportu, prowadzą Przemysław Pozowski i Michał Waszkiewicz
- Przy niedzieli o sporcie, prowadzi Przemysław Iwańczyk

Audycji nadanych na antenie radia można odsłuchać w późniejszym terminie, dzięki podcastom, które wykupuje się w formie abonamentu na 1, 3 lub 12 miesięcy.

## Nagroda Radia Tok FM
Od 2011 co roku Radio Tok FM przyznaje swoją nagrodę osobie, instytucji lub organizacji za odważne, niekonwencjonalne, niezwykłe działania, dzieła lub wypowiedzi, które w ciągu minionego roku miały istotny wpływ na świadomość społeczną, lub wręcz zmieniły polską rzeczywistość. Od 2013 nagroda nosi imię Anny Laszuk, zmarłej 12 października 2012 dziennikarki radia. W 2019 nagrodę specjalną redakcji Radia TOK FM z okazji XX-lecia stacji otrzymał Jerzy Owsiak

### Laureaci
- 2011 – Michał Boni[25]
- 2012 – Danuta Wałęsa[26]
- 2013 – Katarzyna Szymielewicz i Fundacja Panoptykon[27]
- 2014 – pułkownik Krzysztof Olkowicz[28]
- 2015 – Robert Biedroń[29]
- 2016 – Adam Bodnar i Koalicja Organizacji Pozarządowych[30]
- 2017 – Czarny Protest – Ogólnopolski Strajk Kobiet[31]
- 2018 – Obrońcy Puszczy Białowieskiej[32]
- 2019 – Inicjatywa Wolne Sądy[33]
- 2020 – Paweł Juszczyszyn[34]

## Emisja analogowa
Stacja emituje swój program naziemnie poprzez sieć nadajników analogowych:

- Białystok – 93,9 MHz
- Bydgoszcz – 98,5 MHz
- Częstochowa – 95,8 MHz
- Elbląg – 89,2 MHz
- Gdańsk – 97,8 MHz
- Gdynia – 95,2 MHz
- Gorzów Wielkopolski – 87,9 MHz
- Katowice – 97,4 MHz
- Kielce – 94,9 MHz
- Kraków – 102,9 MHz
- Lublin – 93,8 MHz
- Łódź – 97,4 MHz
- Opole – 96,9 MHz
- Płock – 101,2 MHz
- Poznań – 97,7 MHz
- Radom – 104,0 MHz
- Rzeszów – 93,6 MHz
- Szczecin – 99,3 MHz
- Tarnowskie Góry – 104,3 MHz
- Toruń – 88,2 MHz
- Warszawa – 97,7 MHz
- Wrocław – 95,8 MHz
- Zduńska Wola – 105,4 MHz